# San Polo (negyed)
A San Polo negyed (olaszul Sestiere di San Polo, velenceiül Sestièr de San Poło) Velence Venezia-Murano-Burano községének kisebb közigazgatási egysége a város történelmi központjában, a Canal Grande csatorna mentén Cannareggioval és San Marcoval szemben, Dorsoduro és Santa Croce mellett.
A XI. században kezdték meg kiépítését, a Serenissima idején a település gazdasági, kereskedelmi centruma volt.

## Híres utcái, terei és hídjai
Riva dell'Ogio: a Serenissima idején az utcában olajtároló volt. Itt tartották mind a világításra, mind az étkezésre szánt olajat. Az ogio velenceiül, olasz megfelelője az olio (olaj).
Sotoportego del Banco giro: Itt nyitotta meg kapuit a nyilvánosság előtt a világ első bankháza.
Fondamenta de la preson: Az utcában kisebb vétségek büntetését hajtották végre, mint például az adósságok ki nem fizetése. A preson szó velenceiül (olaszul prigione) jelentése 'börtön'. 
Calle del Boteri: Ebben az utcában készültek az olajoshordók. A bognárok nagy tiszteletben álltak a dózsék szemében. Botteri velenceiül bottai, azaz 'bognár'.
Campo della Becarie: Ezen a téren sorakoztak a hentesek üzletei, a kecskehúst például itt dolgozták fel és adták el a városban. A becher velencei szó, magyarul 'hentes'. 
Rio Terá de le Carampane: Az utca inkább hírhedt volt, mintsem híres – már az 1400-as évektől. Ugyanis itt telepedtek meg a velencei kurtizánok. 
Ramo del Forner: Nevét egy pékről – Fornarettóról – kapta, akit gyilkossággal vádolt meg és tévesen végeztetett ki a dózse igazságügyi testülete. 
Calle dei Saoneri: A XVI. században 25 selyemkészítő műhely kapott helyet az utcában. Velence Európa-hírű gazdasági tényezője volt a nemes anyag előállítása. Saoneri velenceiül selyemkészítő.

## Nevezetességei
- Kulturális intézmények: (Állami Levéltár) (Archivio di Stato).
- Templomok: Basilica di Santa Maria Gloriosa dei Frari (Frari-templom), San Cassiano, San Giacomo di Rialto, San Polo, San Silvestro.
- Paloták: Ca’Corner, Ca’Foscari, Ca’Pesaro, Ca’Tron, Casa Goldoni, Palazzo Albrizzi, Palazzo Mocenigo, Palazzo Pisani-Moretta.
- Céhes házak: Scuola dei Calegheri, Scuola dei Carmini, Scuola di San Giovanni Evangelista, Scuola e Chiesa di San Rocco.